# نظریه خنثاسازی
1. باربارا بوث، میشل بلر (۱۳۸۲). اصطلاح‌نامه جامعه‌شناسی. تهران: مرکز اطلاعات و مدارک علمی ایران.

نظریه یا تکنیک خنثی‌سازی در جامعه‌شناسی و جرم‌شناسی، دیدگاهی است که بر اساس آن، بزهکاران از جمله‌بندی‌ها و توجیهات کلامی خاصی برای خنثی کردن احساس گناه یا تقصیر ناشی از رفتارهای مجرمانه خود استفاده می‌کنند. این تکنیک‌ها به فرد بزهکار اجازه می‌دهند تا به طور موقت هنجارهای اخلاقی جامعه را نادیده بگیرد و اعمال خود را توجیه کند.
این نظریه برای اولین بار توسط دیوید ماتزا و گرشام سایکس در دهه ۱۹۵۰ مطرح شد و ریشه در کارهای ادوین ساترلند دارد. ماتزا و سایکس در ابتدا این نظریه را در زمینه بزهکاری نوجوانان توسعه دادند، اما فرض کردند که این تکنیک‌ها در تمام سطوح جامعه و در میان انواع مختلف بزهکاران مشاهده می‌شود.

## تکنیک‌های خنثی‌سازی
ماتزا و سایکس پنج تکنیک اصلی خنثی‌سازی را شناسایی کرده‌اند که بزهکاران برای کاهش مسئولیت خود از آن‌ها استفاده می‌کنند:
```
* 
انکار مسئولیت:
 در این تکنیک، بزهکار با نسبت دادن رفتار خود به عواملی خارج از کنترلش، مانند محیط بد، دوستان ناباب یا شرایط خانوادگی، مسئولیت شخصی را از خود سلب می‌کند.
* 
انکار آسیب:
 بزهکار با این استدلال که عمل او به کسی آسیبی نرسانده یا آسیب آن ناچیز بوده است، شدت جرم را کم‌اهمیت جلوه می‌دهد. برای مثال، دزدی را به عنوان «قرض گرفتن» توجیه می‌کند.
* 
انکار قربانی:
 در این روش، بزهکار معتقد است که قربانی خود سزاوار آن بوده است که مورد جرم قرار گیرد. این تکنیک، قربانی را مقصر جلوه می‌دهد و بزهکار را از احساس گناه رها می‌سازد.
* 
محکوم کردن محکوم‌کنندگان:
 بزهکار با حمله به کسانی که او را محکوم می‌کنند (مانند پلیس، قضات یا والدین)، اعتبار آن‌ها را زیر سؤال می‌برد. این فرد با این باور که «همه خلافکارند» یا «سیستم فاسد است»، رفتار خود را توجیه می‌کند.
* 
استناد به وفاداری‌های بالاتر:
 بزهکار عمل خود را به دلیل وفاداری به یک گروه کوچک‌تر (مانند باند دوستان) توجیه می‌کند و وفاداری به گروه را بر وفاداری به هنجارهای جامعه ترجیح می‌دهد.
```

این تکنیک‌ها نشان می‌دهند که بزهکاران اغلب به طور کامل هنجارهای جامعه را رد نمی‌کنند، بلکه راه‌هایی را برای خنثی کردن موقت آن‌ها پیدا می‌کنند تا بتوانند مرتکب جرم شوند.